# Charles Reade
Charles Reade, född 8 juni 1814 nära Ipsden, Oxfordshire, död 11 april 1884 i London, var en brittisk författare.
Reades romaner var ofta kritiska till de sociala orättvisor som präglade hans samtid. Han är mest känd för den historiska romanen The Cloister and the Hearth (1861), vilken skildrar Desiderius Erasmuss fader som vacklar mellan celibat och mänsklig kärlek.
Den svenska författaren Anne Charlotte Leffler gjorde 1873 en dramatisering av Reades roman Peg Woffington. Denna har aldrig utgivits i bokform och heller aldrig uppförts på teater.